# Шешувіс
Шешувіс (лит. Šešuvis, пол. Szeszuwa, рос. Шешува) — річка в Литві, у Шяуляйського й Каунаського повітів. Ліва притока Юра (басейн Балтійського моря).

## Опис
Довжина річки 115  км. Формується притоками та безіменними струмками.

## Розташування
Бере початок з боліт Шиновавських біля села Упаініані на південно-західній стороні від міста Покроженці. Тече переважно на південний захід і між населеними пунктами Мешкі і Поюрже впадає у річку Юра, праву притоку Німану. Дно піщане, береги круті, особливо біля міста Гаврі. У минулому тут була пристань. Весною річка може бути сплавною.
Притоки: Жерджа, Жольпе, Ліпскна, Олса, Упе, Шалтона, Мейже (ліві); Ворска, Заріче, Упина, Киршаніс, Анча, Сальвіна, Аглушка (праві).
Населені пункти вздовж берегової смуги: Іле, Відулькі, Тадаушава, Картупіаі, Варлаускіс, Траклаускас, Ракішкі, Гаврі, Гаргась, Подрутунь.